# Occasjapyx kofoidi
Occasjapyx kofoidi är en urinsektsart som först beskrevs av Filippo Silvestri 1928.  Occasjapyx kofoidi ingår i släktet Occasjapyx och familjen Japygidae. Inga underarter finns listade i Catalogue of Life.